# Annington Homes
Annington Homes è la più grande società di alloggi privati britannica. È stata fondata nel 1996 dalla giapponese Nomura Bank per acquisire circa 40.000 case e appartamenti delle forze armate nel corso delle privatizzazioni del Ministero della difesa britannico. Finché questi erano ancora necessari come alloggi di servizio, venivano affittati al Ministero della difesa (vendita-locazione-restituzione). Le proprietà residenziali divenute sfitte sono state vendute a privati interessati. Nel 2013 Annington Homes è stata venduta alla società di private equity con sede a Londra Terra Firma Capital Partners.
Nel 2001, Nomura Bank e Terra Firma Capital Partners sono entrate nel mercato immobiliare tedesco secondo questo “modello”, in cui sono state acquisite 11 società di edilizia ferroviaria del Bundeseisenbahnvermögen per un totale di 65.000 appartamenti. Se necessario, gli appartamenti sono stati mantenuti come "strutture sociali aziendali". Da questo e da ulteriori acquisizioni è emerso il gruppo Deutsche Annington Real Estate.
Annington ha affittato 39.433 unità residenziali nel 2015.